# Camden Market

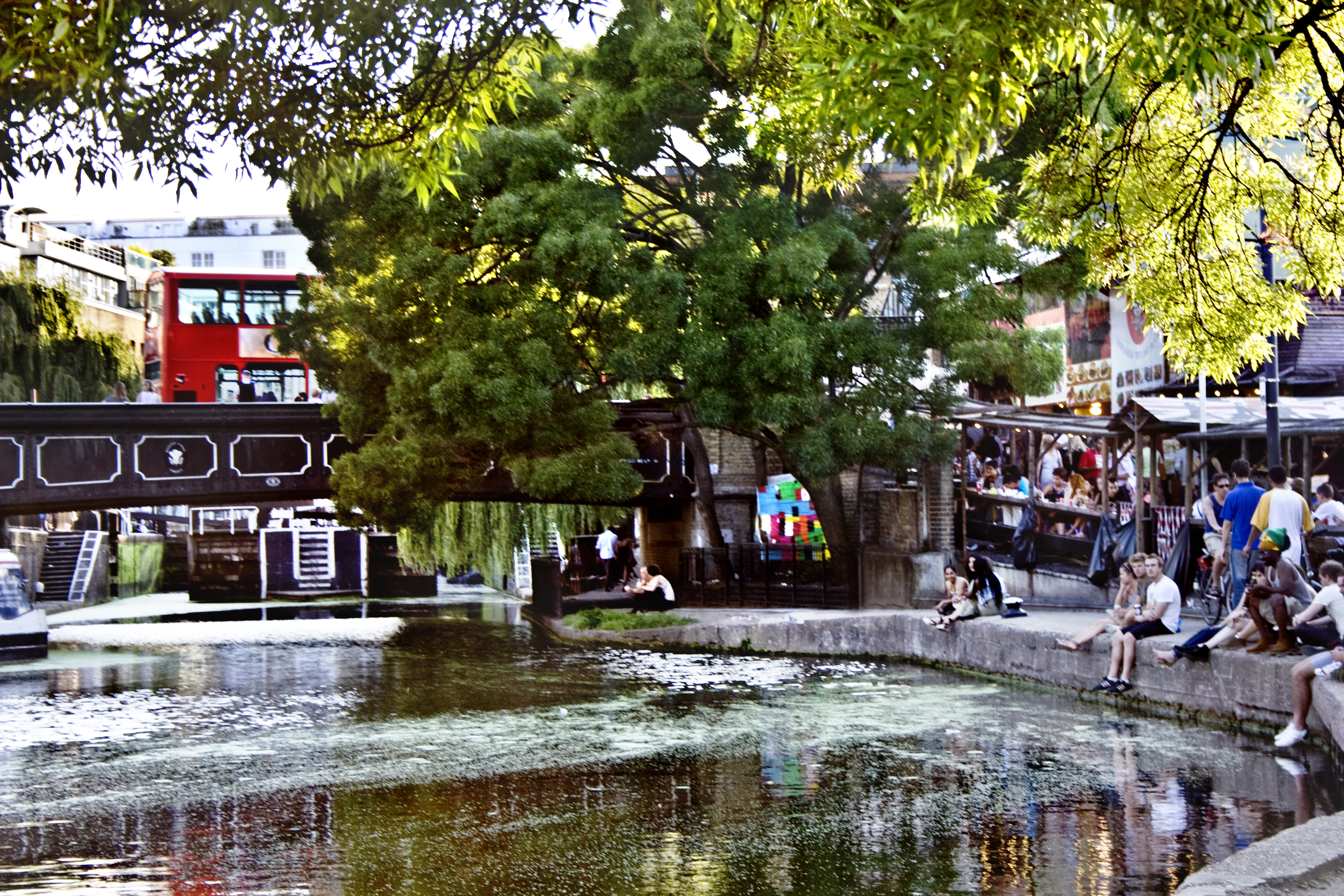
Marché de Camden.

Le marché de Camden est un marché qui se tient à Camden Town à Londres. Il est composé de plusieurs grands marchés. Un petit marché alimentaire local s'y est installé depuis le début du XXe siècle. On y trouve principalement des vêtements, des souvenirs et de l'artisanat. On peut également y trouver des meubles, des produits de maquillages ou encore de nombreux stands de nourriture.

## Description
Ce marché est la quatrième attraction touristique la plus populaire avec près de 100 000 personnes le week-end. Bien qu'à l'origine, le marché n'était ouvert que le dimanche, la plupart des magasins ont fini par ouvrir également durant la semaine. Le week-end reste cependant la période la plus dense.
Le lieu est réputé pour son côté « underground », et de nombreux adeptes de la culture punk s'y retrouvent pour promouvoir les salons de tatouages ou se faire prendre en photo par les touristes contre rémunération. De nombreuses tendances culturelles propres à l'Angleterre se retrouvent dans ce marché. L'ambiance hippie, les menus végétariens ou les musiques indies sont également très présentes. Néanmoins, victime de son succès, le marché voit s'ouvrir des boutiques plus classiques, comme Starbucks, Foot Locker ou Kentucky Fried Chicken.
Camden Market se divise en cinq parties qui ont chacune leur particularité : Camden Lock Market, Historic Camden Stables Market, Camden Lock Village, Buck Street Market, Inverness Street Market. Le « Electric Ballroom », une boite de nuit renommée londonienne se trouve aussi à Camden Market.
Le marché est la propriété du milliardaire israélien Teddy Sagi.

## Histoire

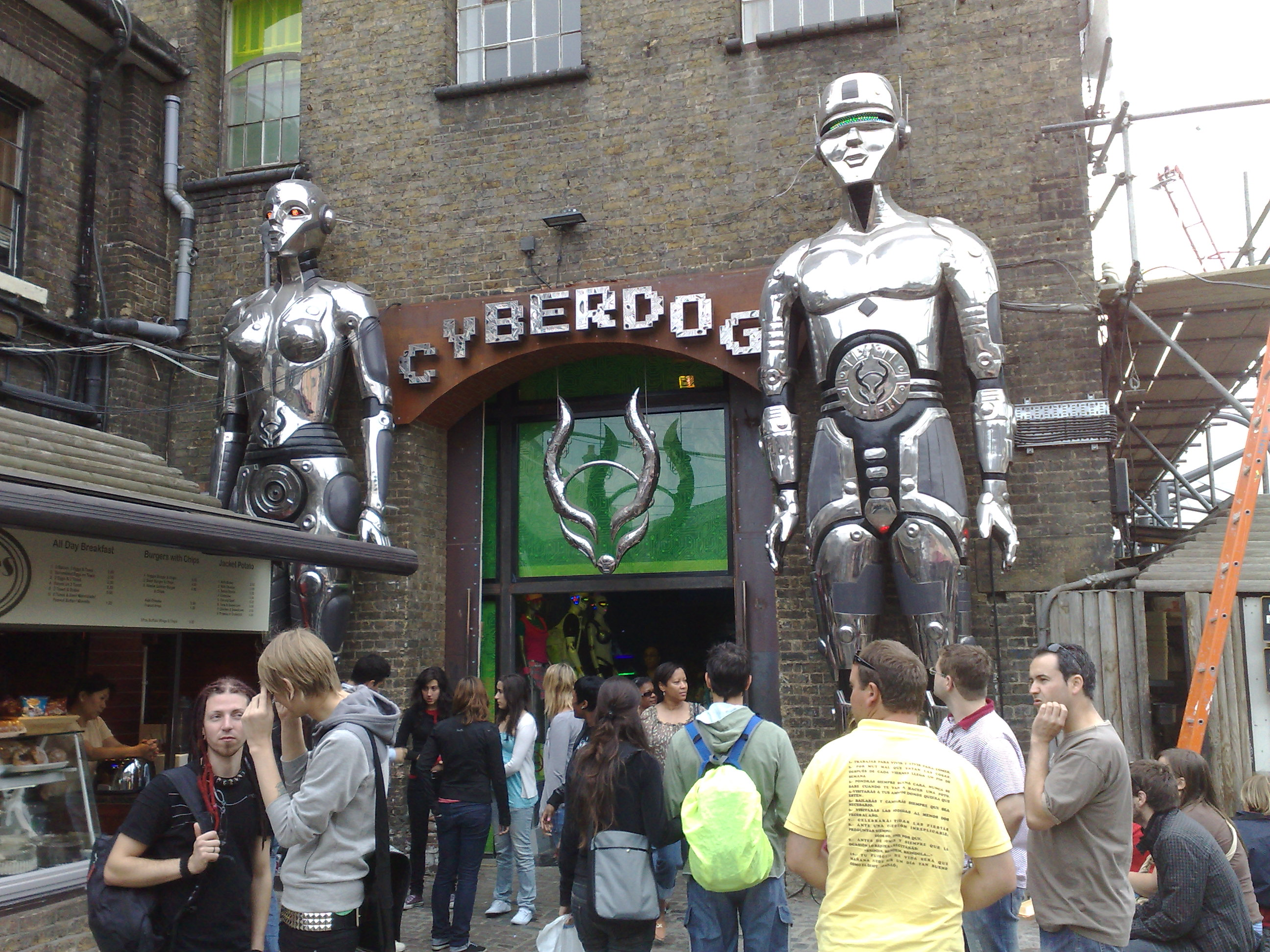
Boutique Cyberdog, un des icônes de Camden Market.

### Incendie de 2008
Le 9 février 2008, vers 19 h, un violent incendie se déclenche et ravage une partie du marché, dont le célèbre pub Hawley Arms, réputé pour être un des pubs préférés de stars comme Amy Winehouse, Pete Doherty, Kate Moss ou encore Liam Gallagher.
Plus de trois cents marchands perdent leurs sources de revenus à la suite de cet incendie. Même les rues principales du quartier de Camden sont fermées pendant quatre jours, mais le marché est rouvert quelques heures après l'incendie,.

### Incendie de 2014
Le 19 mai 2014, un feu éclate de nouveau dans le marché de Camden, le Stables Market. Les pompiers sont appelés vers 20 h et le feu est maîtrisé environ deux heures plus tard par une brigade de 70 pompiers et 10 camions de pompiers. Environ 600 personnes ont été évacuées des lieux.

### Incendie de 2017
Dans la nuit du dimanche 9 au lundi 10 juillet 2017, le feu ravage une partie du marché.